# Médaille d'honneur du travail
La médaille d’honneur du travail récompense l'ancienneté des services honorables effectués ou la qualité exceptionnelle des initiatives prises par les personnes salariées ou assimilées dans l'exercice de leur profession ainsi que leurs efforts pour acquérir une meilleure qualification. La médaille d’honneur du travail remplace la médaille d'honneur du ministère du Commerce et de l’Industrie (1886), la médaille d'honneur du ministère du Travail et de la prévoyance sociale (1913) appelée aussi « médaille d’honneur des vieux serviteurs ». Il existe quatre échelons : argent, vermeil, or et grand or. Cette distinction est décernée deux fois par an à l'occasion du 1er janvier et du 14 juillet. L'attribution de la médaille d'honneur du travail est régie par le décret no 84.591 du 4 juillet 1984.

## Historique
La médaille d'honneur du travail a été instituée le 15 mai 1948 (décret 48-852) pour récompenser ceux qui se distinguent par leur valeur professionnelle, la durée et la qualité de leurs services. Plusieurs décrets ultérieurs ont modifié ce décret de 1948 : 
- décret 51-41 en janvier 1951 ;
- décret 53-507 en mai 1953 ;
- décret 57-107  en janvier 1957 ;
- décret 75-864 en septembre 1975 ;
- décret 79-135 en 1975 ;
- décret 84-591 en juillet 1984 ;
- décret 2000-1015 en octobre 2000.

Les statistiques relatives à l'attribution de la médaille d'honneur du travail, font apparaître une évolution très nette des remises à la suite de l'application du décret du 4 juillet 1984 concernant le nombre d'employeurs. Avant le décret précité, le volume annuel se situe aux environs de 150 000 médailles pour atteindre en 1985 le montant culminant de 585 820 médailles et se stabiliser depuis aux environs de 300 000 médailles par an.
Ce chiffre reste relativement modeste même si l'on tient compte que de nombreux salariés, en raison de leur profession ou de leur employeur, peuvent prétendre à d'autres distinctions honorifiques décernées pour ancienneté de service par un département ministériel autre que le ministère du Travail : Palmes académiques, Mérite agricole, Mérite maritime, médaille d'honneur ministérielle, médaille d'honneur des chemins de fer, médaille des transports routiers, etc.

## Bénéficiaires
Les bénéficiaires de la médaille d'honneur du travail sont les salariés français ou étrangers travaillant en France métropolitaine, dans les départements et territoires d'outre-mer ou à l'étranger, à condition que les services accomplis aient été effectués soit chez un employeur français, soit dans une succursale ou agence d'une entreprise ou d'un établissement dont le siège social est sur le territoire de la République française ou dans les entreprises ou établissements constitués selon un droit étranger, à condition que leurs dirigeants soient français. 

### Cas des salariés décédés
La médaille d'honneur du travail peut être décernée à titre posthume au salarié qui, au moment de son décès, comptait le nombre d'années d'ancienneté requis. Le salarié victime d'un accident mortel dans l'exercice de sa profession peut recevoir la grande médaille d'or à titre posthume, sans condition de durée de services. Attention : dans les deux cas, la demande doit être formulée dans les cinq ans suivant la date du décès.

### Non-attribution
Ne peuvent prétendre à la médaille d'honneur du travail :
- les salariés qui, en raison de leur profession ou de celle de leur employeur, peuvent prétendre à une distinction honorifique décernée pour ancienneté de services par un autre ministère (médaille d'honneur agricole, médaille d'honneur départementale et communale[N 1], médaille d'honneur des chemins de fer, etc.) ;
- les fonctionnaires de l'État qui sont soumis au statut de la fonction publique ;
- les militaires de carrière en situation d'activité (médaille militaire ou Légion d'honneur) ;
- les magistrats de l'ordre judiciaire ;
- les parlementaires en exercice.

## Modalités d'attribution
La médaille d'honneur du travail comporte quatre échelons :
1. la médaille d'argent décernée après 20 ans de services[3] ;
2. la médaille de vermeil décernée aux titulaires de la médaille d'argent comptant 30 ans de services ;
3. la médaille d'or décernée aux titulaires des deux précédentes comptant 35 ans de services ;
4. la médaille grand or décernée aux titulaires des trois précédentes comptant 40 ans de services.

| Argent | Vermeil | Or | Grand or |
| ------ | ------- | -- | -------- |
|        |         |    |          |
|        |         |    |          |

### Personnels civils du ministère de la Défense
L'article 1er du décret du 8 septembre 1894, l'article 1er du décret du 2 septembre 1936 et l'article 1er du décret du 23 février 1937 fixent les modalités d'attribution des médailles d'honneur pour les personnels civils relevant du ministère de la Défense. Ces dernières peuvent être décernées par le ministre de la Défense aux personnels civils fonctionnaires, contractuels, ouvriers de l'administration centrale et des services extérieurs du ministère de la Défense.

### Bonification du temps
Certaines personnes peuvent obtenir la médaille sans toutefois avoir l'ancienneté requise :
- salariés de nationalité française ayant résidé outre-mer ou à l'étranger pour des périodes d'activité exercées hors du territoire métropolitain ;
- mutilés du travail dont le taux d'incapacité est d'au moins 50 % ;
- salariés dont l'activité présente un caractère de pénibilité qui justifie la possibilité de partir en retraite anticipée.

### Service national
Le temps passé « sous les drapeaux » (temps légal du service national, mobilisation pendant la Seconde Guerre mondiale, guerre d'Indochine, guerre de Corée et guerre d'Algérie) s'ajoute aux périodes effectives de travail quelle que soit la date d'entrée en fonction chez les employeurs.
Pour les engagés volontaires au sein des corps militaires, sont retenus le temps légal que le candidat aurait dû accomplir en tant qu'appelé et les campagnes de guerre.

## Conditions d'attribution
La médaille d'honneur du travail :
- est attribuée à la demande du salarié qui doit déposer un dossier gratuit auprès de la préfecture (sauf pour Paris, où c'est à l'employeur d'en faire la demande pour le salarié) ;
- est assortie d'un diplôme et, dans certains cas, d'une gratification (selon la convention collective ou usage de l'entreprise) dont le montant — à condition de ne pas dépasser le salaire mensuel de base du bénéficiaire — est exonéré de la taxe sur les salaires et de l'impôt sur le revenu.

En outre, une médaille métallique est remise, acquise et éventuellement gravée aux frais du bénéficiaire ou de son employeur. L'employeur peut organiser une cérémonie au cours de laquelle sont remis le diplôme et la médaille (généralement le diplôme est remis par la mairie du domicile dont dépend le récipiendaire).

## Perte de la médaille
La médaille d'honneur du travail se perd de plein droit dans les cas suivants :
- retrait de la nationalité française ;
- condamnation pénale[5].